# Атиш (печера)
Атиш, Атишський грот (від башк. Атыш — «постріл», «стрілянина», «той, що стріляє») — карстовий грот, утворений в горі Кузь-язь-таш підземною річкою Атиш, яка утворює однойменний водоспад.

## Розташування
Печера розташована на Південному Уралі, в Бєлорецькому районі Башкортостану.

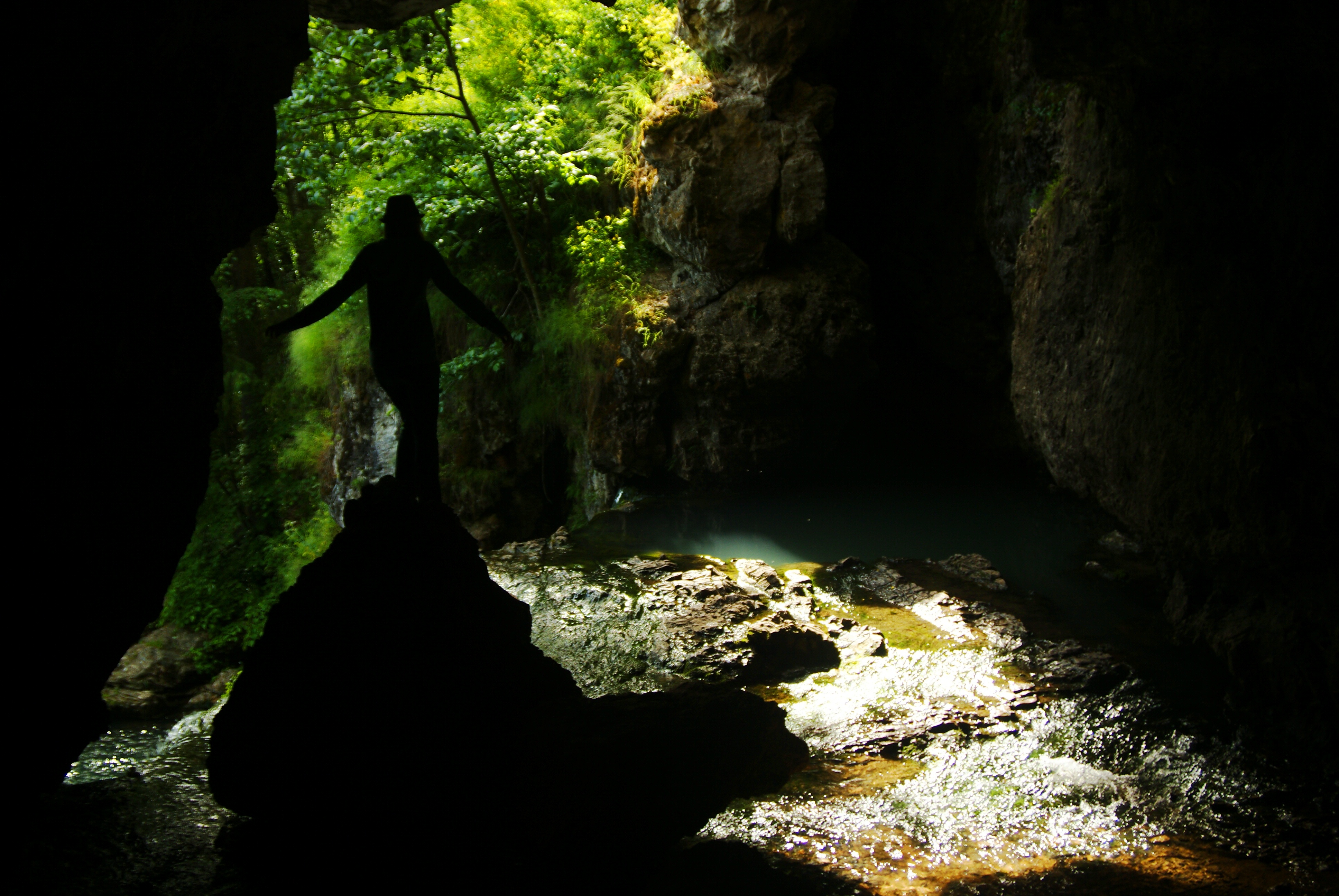
Всередині печери, з якої витікає водоспад Атиш.

Грот височіє над річкою на рівні 2-4 метрів. Із часом вода розмиває перемичку і існує проблема зникнення водоспаду. Ширина грота — 6 метрів, висота — 4,5 метра, глибина — близько 10 метрів. Усередині гроту вода б'є з похилого отвору потужним висхідним струменем.

## Археологічні знахідки
Грот цікавий тим, що тут проводяться археологічні розкопки. Виявлені останки риб (харіус, таймень, щука та ін) із рядів Saimoniformes, Esociformes, Cypriniformes, Perciformes, всього понад 200 типів луски. Вони походять із голоценових відкладень і залягають спільно з залишками дрібних і великих ссавців. У 1993—1994 роках уфимський археолог В. Г. Котов у Атишському гроті виявив фрагменти посуду «селеукського типу» перших століть II-го тисячоліття до н. е. з домішками шамоту, піску і гальки, черешковий наконечник стріли і уламок олов'яної чашки.